# Kaunasi IX. erőd
A IX. erőd a litvániai Kaunas közelében található, ezen a helyen gyilkolták meg a német megszállók és a velük együttműködő litvánok a város zsidó lakosainak jelentős részét. Becslések szerint 1941 ősze és 1944 tavasza között több mint negyvenezer embert lőttek agyon az erődítmény falai között.

## Két megszállás

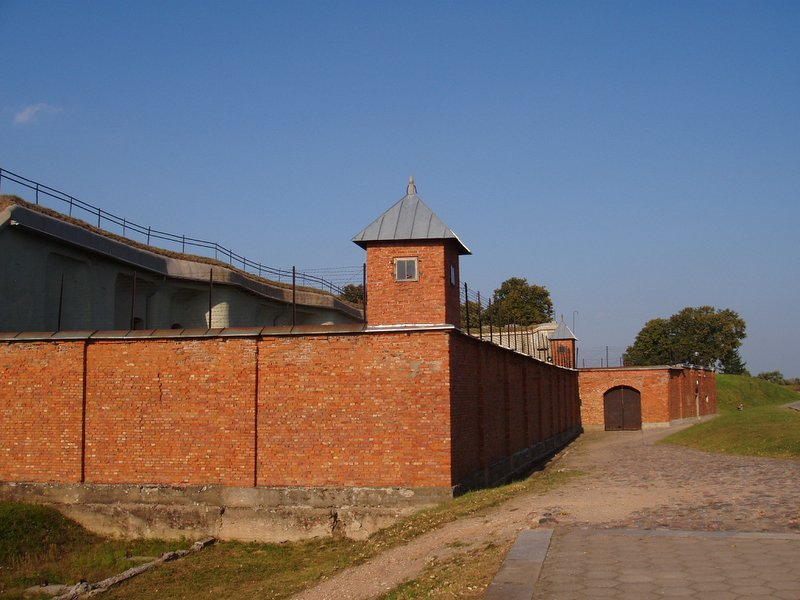
A IX. erőd

1920 és 1939 között Kaunas, akkori nevén Kovno, volt Litvánia fővárosa és legnagyobb települése. A városban 35-40 ezer zsidó élt, ők adták a település lakosságának egynegyedét. A város híres volt zsidó iskoláiról, kultúrájáról. Kovnóban csaknem száz zsidó szervezet, negyven zsinagóga, sok iskola és gimnázium, zsidó kórház és vállalkozás működött. A város fontos cionista központ is volt.
1940 júniusában a Szovjetunió elfoglalta Litvániát, ez véget vetett a kovnói zsidó közösség korábbi életének is. A megszállók sok embert letartóztattak, megfosztottak vagyonától, az addig szabadon működő intézményeket, köztük a zsidó közösség szervezeteit betiltották. A radikális litván nacionalisták antiszemita iratokat terjesztettek, amelyekben a zsidókat tették felelőssé a szovjet megszállásért. Közben a szovjet hatóságok több száz zsidót deportáltak Szibériába.
A német csapatok 1941. június 22-én megtámadták a Szovjetuniót, és két nappal később elfoglalták a várost. Kovnóban az antikommunista,  német párti csőcselék azonnal pogromokat kezdett a zsidó lakosság ellen. Az ötletszerűen összefogott zsidókat a VII. erődbe küldték, ahol csak júliusban háromezret öltek meg. Legalább 200 embert gyilkoltak meg az V. erődben, ötszázat pedig a IV.-ben.
A kilenc tagból álló erődrendszer építményeinek többségét még a cári időkben, a 19. században építették egy esetleges német támadás ellen. A IX. erődöt 1902-ben kezdték építeni. A kétemeletes létesítmény 1913-ban készült el. Az erődben élelmiszer- és lőszerraktárakat, a lövegállásokat a barakkokkal összekötő föld alatti járatokat építettek ki. A háborúk között az építmények börtönként üzemeltek, hosszú elzárásra ítélt rabokat tartottak bennük fogva.

## Német terror
A zsidók elleni erőszak jóval szisztematikusabbá vált, amikor a Karl Jaeger SS Standartenführer által irányított német III. Einsatzkommando átvette a terület feletti irányítást a nyár végén. Ettől kezdve a IX. erőd lett a gyilkosságok központi helye. Sok zsidóval végeztek a IV. és a VII. erődben is. A nácik titokban Vernichtungsstelle Nr 2-nek, vagyis 2. számú megsemmisítő helynek nevezték az erődítményt.

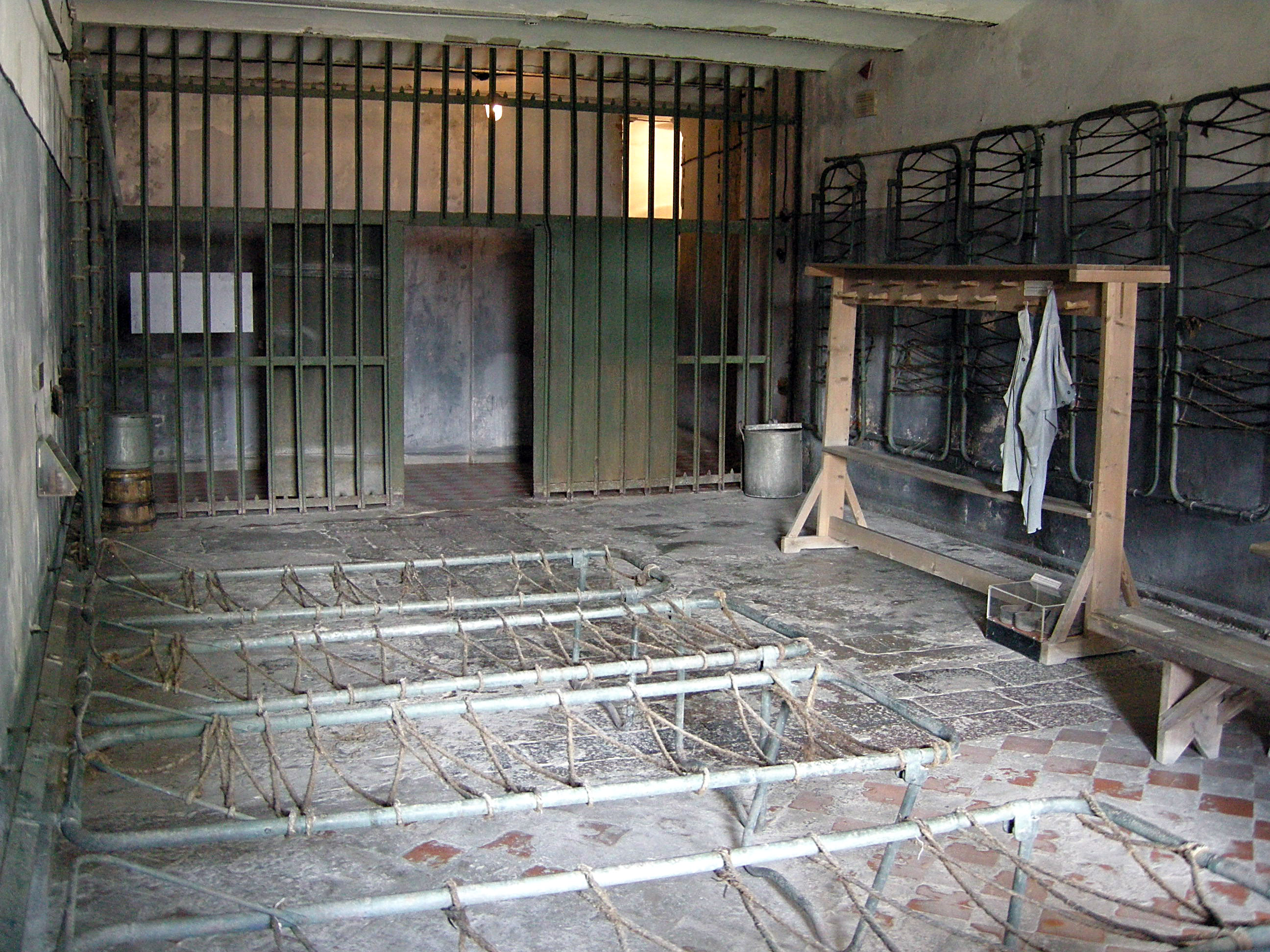
Cella

A városban maradt nagyjából 29 ezer zsidót 1941 nyarának végén a Slobodkában létesített gettóba gyűjtötték össze. A területen nem volt folyóvíz. A városrészt két egységre osztották, a Kis- és a Nagy gettóra. A két területet a Paneriu utca választotta el. Mindkét gettót szögesdróttal vették körbe, és szigorúan őrizték. A gettókba rengeteg embert zsúfoltak, az egyéni élettér néhány négyzetméter volt. A németek folyamatosan szűkítették a gettó területét, majd 1941. október 9-én a Kisgettót fel is számolták. Lakóit szinte kivétel nélkül a IX. erődben gyilkolták meg.
A IX. erőd nagyjából három-négy kilométerre feküdt a gettótól. Az oda vezető út a Via Dolorosa, a Szenvedés útja elnevezést kapta a zsidóktól, míg a nácik Der Weg zum Himmel-Fahrtnak, a Mennybe vezető útnak hívták. Az erődbe meneteltetett zsidókat a kivégzés előtt a sötét és nyirkos, föld alatt cellákba zárták, sokukat megkínozták, mielőtt megölték. A zsidókkal megásatták a mély gödröket, majd csoportokban az árkok szélére állították és belelőtték őket. A halottakra ezután földet szórtak, majd újabb embereket lőttek a gödörbe. Voltak olyanok is, akik csak megsebesültek, őket élve temették el.
1941. október 29-én 9200 embert lőttek agyon az erődben. A németek és a velük együttműködő litvánok alig hat hónap alatt kiirtották Kovno zsidó lakosságának a felét.

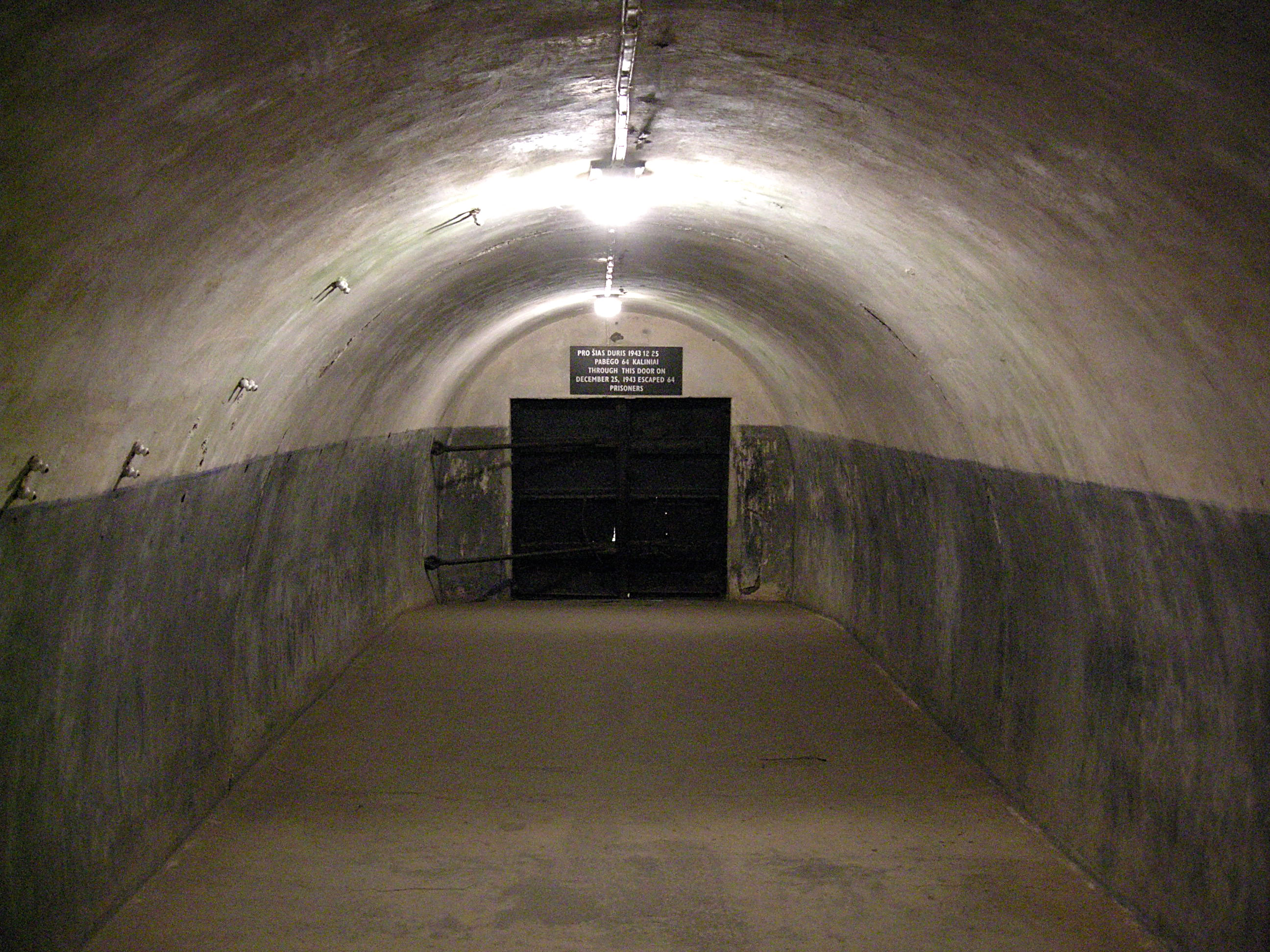
Föld alatti folyosó

Zsidók nemcsak a gettóból, hanem a német birodalom más részeiből is érkeztek a IX. erődbe. Egy litván őr a háború után a bíróság előtt azt vallotta, hogy csak 1941. december 10-14-én 3000-4000 külföldi zsidót öltek meg. Érkeztek zsidók Berlinből, Hamburgból, Düsseldorfból és Prágából. Tanúvallomások szerint 1942 januárjában prágai és bécsi zsidók fellázadtak, mielőtt agyonlőtték őket. Az összesítések szerint 25 ezer kovnói, 15 ezer, a német birodalom területéről deportált és több ezer a Vörös Hadseregben szolgáló, foglyul ejtett zsidót gyilkoltak meg az objektumban.
1943 szeptemberében, miután a Szovjetunió elleni offenzíva végleg megfeneklett, a nácik megkezdték a tömegsírok exhumálását és a maradványok elégetését, hogy eltüntessék a mészárlások nyomait. A munkát egy 64 tagú Sonderkommando végezte. Ki kellett ásniuk a rohadó maradványokat, ki kellett venniük az áldozatok szájából az aranyfogakat, majd a testeket felhalmozták, kerozinnal lelocsolták és elégették. Az égetőknek napi háromszáz testet kellett megsemmisíteniük.
1943 karácsony éjszakáján, a szigorú felügyelet ellenére, többen sikeresen megszöktek az erőd alagútján. Közülük 11-en részletesen leírták, amit láttak és amit csináltak, később ezeket a feljegyzéseket bizonyítékként használták fel a háborús bűnösök tárgyalásain. A németek mindezek ellenére folytatták a tömeges kivégzéseket. Az utolsó tömeggyilkosságokat 1944 májusában, mindössze két hónappal a város felszabadulása előtt követték el, amikor deportált francia zsidók érkeztek megsemmisítésre. A szovjet hadsereg augusztus 1-jén vonult be a városba. A zsidók közül 500-an az erdőkben és egyéb rejtekhelyeken bujkálva élték túl a háborút, 2500-an pedig különböző koncentrációs táborokból tértek vissza.

## Egy túlélő
1941. október 30-án egy 12 éves zsidó fiúnak sikerült élve kimásznia a tömegsírból és visszajutni a gettóba, ahol a tanácsnak elmesélte, mi történik az erődben. A fiú annak köszönhette életét, hogy anyja átölelte, és testével védte a lövedékektől. A sortűz után mindketten bezuhantak a gödörbe. A halott testek között a fiú nem fulladt meg, annak ellenére sem, hogy még egy sor holttest és föld került fölé. Éjszaka lassan kimászott a gödörből, és azt látta, hogy a föld több helyen is mozog, vagyis vannak sebesültek a halottak között. Avraham Golub, a Zsidótanács munkatársa így emlékezett vissza a gettóba visszaérkező fiúra: "föld borította, és csatakos volt a vértől".

## Múzeum
A IX. erődöt 1958-ban múzeummá alakították. A létesítmény bejárása nagyjából egy órát vesz igénybe.